# Mo Johnston
Maurice Thomas „Mo“ Johnston (* 30. April 1963 in Glasgow) ist ein schottischer Fußballtrainer, Fußballmanager und ehemaliger Fußballspieler.

## Spielerkarriere
Mo Johnson begann seine Karriere 1981 in Glasgow beim Partick Thistle FC, für den er 41 Tore in zweieinhalb Jahren schoss. 1983 wechselte er zum FC Watford in England. Mit dem Verein kam er bis ins FA-Cup-Finale und schoss 23 Tore in 38 Spielen.
1984 wechselte Johnson zurück nach Schottland und spielte drei Jahre für Celtic Glasgow. 
1987 entschied er sich, der Insel den Rücken zu kehren, und unterschrieb einen Vertrag beim FC Nantes in Frankreich. Nach 66 Spielen gab er auf einer Pressekonferenz bekannt, dass er nach Erfüllung seines Vertrages zurück zu Celtic wechseln werde. 
Am Ende der Saison 1988/89 entschied er sich jedoch für den Lokalrivalen Glasgow Rangers. Johnston war der erste Katholik, der von den Rangers verpflichtet wurde. Manager Graeme Souness brach mit seiner Verpflichtung somit ein 108 Jahre bestehendes, ungeschriebenes Gesetz, wonach bei den Rangers ausschließlich Protestanten spielen dürften. Dies löste eine Welle der Empörung und Provokation auf Seiten der Fans vom Stadtrivalen Celtic aus. Fortan bekam er den Spitznamen „Judas“. Auch die Rangers-Anhänger waren von der Tatsache, dass Johnson nicht protestantisch war, nicht sehr erfreut, konnten sich damit aber gut abfinden, da es Celtic noch mehr störte. 
Nach zwei Jahren, in denen er 31 Tore in 76 Spielen schoss, verließ er Glasgow abermals in Richtung England und spielte beim FC Everton für zwei Jahre. Danach spielte er bei den schottischen Vereinen Heart of Midlothian in Edinburgh und beim FC Falkirk.
1996 wechselte er im Alter von 33 Jahren in die gerade gegründete amerikanische Profiliga MLS zu den Kansas City Wizards, wo er 2001 seine Karriere beendete.

## Nationalmannschaft
Sein Debüt für die schottische Nationalmannschaft gab er 1984. In 38 Länderspielen erzielte er 14 Treffer. 1992 spielte er sein letztes Spiel und erklärte seinen Rücktritt aus der Mannschaft. Des Weiteren war er im Aufgebot für die WM 1990 in Italien, wo er bei allen drei Spielen der Schotten in der Startelf auflief und einen Elfmeter gegen Schweden verwandelte.

## Trainerkarriere
Nach seinem Rücktritt vom aktiven Fußball im Jahr  2001 wurde er 2003 Bob Bradleys Co-Trainer bei den MetroStars in New York. Nachdem Bradley nach drei verlorenen Spielen in der Saison 2005 entlassen worden war, übernahm Johnston als Interimstrainer die Mannschaft und führte sie bis in die Playoffs. Am Ende der Saison wurde er Cheftrainer der MetroStars, die sich nach der Übernahme durch den Red Bull-Konzern seither New York Red Bulls nennen. Nach neun Niederlagen und nur zwei Siegen in der Saison 2006 wurde auch er von seiner Aufgabe entbunden.
2006 wurde Johnston Trainer des neu gegründeten kanadischen Fußballclubs Toronto FC, der zum ersten Mal in der Saison 2007 in der MLS spielte.
Anfang Februar 2008 wechselte er ins Management des Vereins. Am 14. September 2010 wurde Johnston gemeinsam mit Trainer Preki (Predrag Radosavljević) entlassen, da die Vereinsbesitzer keine Weiterentwicklung des Teams gesehen hätten.

## Erfolge
- Schottischer Meister: 1986, 1990, 1991
- Schottischer Pokal: 1985
- Schottischer Ligapokal: 1990